# Arvada (Colorado)
Arvada es una ciudad ubicada en el condado de Jefferson en el estado estadounidense de Colorado. En el año 2000 tenía una población de 108.172 habitantes y una densidad poblacional de 1257 personas por km².

## Geografía
Arvada se encuentra ubicado en las coordenadas 39°49′12″N 105°6′40″O / 39.82000, -105.11111.

## Demografía
Según la Oficina del Censo en 2000 los ingresos medios por hogar en la localidad eran de $55,541, y los ingresos medios por familia eran $63,273. Los hombres tenían unos ingresos medios de $42,126 frente a los $30,802 para las mujeres. La renta per cápita para la localidad era de $24,679. Alrededor del 5,2% de la población estaba por debajo del umbral de pobreza.

## Ciudades hermanadas
- Jinzhou, Liaoning, China.
- Kyzylorda, Kazajistán.
- Malinas, Amberes, Flandes, Bélgica.